# Vaccí de Moderna contra la COVID-19
La vacuna de Moderna contra la COVID-19 (amb nom en clau mRNA-1273) és una vacuna contra la COVID-19 desenvolupada per Moderna. El gener del 2020 Moderna va anunciar el desenvolupament d'aquesta vacuna d'ARN per induir la immunitat al SARS-CoV-2, en competència amb altres empreses biotecnològiques, com Gilead Sciences, Vaxart, Inovio Pharmaceuticals i Novavax. Aquesta vacuna és una vacuna d'ARN i està composta per ARN missatger amb nucleòsids modificats (ARNmod), anomenat mRNA-1273, que indueix la immunitat al SARS-CoV-2 mitjançant la codificació de la proteïna S del SARS-CoV-2. A partir de l'anunci, les accions de Moderna van augmentar de forma important i el conseller delegat i altres executius corporatius van iniciar grans vendes de les seves participacions.
Comparada amb la vacuna de Pfizer-BioNTech, Moderna mostra una eficàcia similar, però que requereix un emmagatzematge a la temperatura d'un frigorífic mèdic estàndard de 2 °C, mentre que la vacuna BNT162 requereix un congelador d'emmagatzematge a −70 °C.
El 18 de desembre de 2020, l'MRNA-1273 va rebre una autorització d'ús d'emergència per part de la FDA dels Estats Units. Es va autoritzar el seu ús al Canadà el 23 de desembre de 2020.

## Assajos
De fase I-II amb 720 participants Resposta d'anticossos neutralitzants dependents de la dosi segons el programa de dues dosis; durabilitat indeterminada. A EUA, de Març 2020 a Novembre 2021.
El 16 de novembre de 2020, Moderna va anunciar dades preliminars del seu assaig clínic de fase III, que indicaven un 94% d'eficàcia en la prevenció de la infecció per COVID-19. Els efectes secundaris van incloure dolor al lloc de la injecció, fatiga, dolor muscular i mal de cap. Els resultats de Moderna no van ser finals, ja que no està previst que l'assaig conclogui fins a finals de 2022 - i no es van revisar per experts ni es van publicar en una revista mèdica. Es desconeix si el candidat a la vacuna és segura o eficaç en persones menors de 18 anys, quant de temps proporciona immunitat, si requereix una dosi de reforç o si és eficaç en persones de color.

## Autoritzacions
Autorització plena
     Autorització d'emergència
     Permesa per viatjar
     Destinatari apte per a COVAX
Plena (5)
1. Austràlia[19]
2. Canadà[20][21][22]
3. Estats Units[23]
4. Regne Unit[24][25]
5. Suïssa[26]

Emergència (104)
1. Andorra[27]
2. Aràbia Saudita[28]
3. Argentina[29]
4. Armènia[30]
5. Bahrain[30]
6. Bangladesh[31]
7. Bhutan[30]
8. Bolívia[32]
9. Botswana[33]
10. Brasil[34]
11. Brunei[30]
12. Cap Verd[30]
13. Colòmbia[35]
14. Congo-Brazzaville[36]
15. Congo-Kinshasa[37]
16. Corea del Sud[38]
17. Egipte[39]
18. Emirats Àrabs Units[40]
19. Fiji[30]
20. Filipines[41]
21. Ghana[42]
22. Guatemala[43]
23. Honduras[44]
24. Illes Marshall[a]
25. Índia[45]
26. Indonèsia[46]
27. Israel[47]
28. Japó[48]
29. Jordània [30]
30. Kenya[49]
31. Kirguizstan[30]
32. Kuwait[50]
33. Líbia[36]
34. Malàisia[51]
35. Malawi[52]
36. Maldives[53]
37. Mèxic[54][55]
38. Estats Federats de Micronèsia[a]
39. Moldàvia[58]
40. Mongòlia[59]
41. Nepal[60]
42. Nigèria[61]
43. Pakistan[30]
44. Palau[a]
45. Palestina[36]
46. Paraguai[30]
47. Perú[62]
48. Qatar[63]
49. Ruanda[36]
50. El Salvador[30]
51. Sèrbia[64]
52. Singapur[65]
53. Sri Lanka[30]
54. Tadjikistan[66]
55. Tailàndia[67]
56. Taiwan[68]
57. Tunísia[30]
58. Ucraïna[69]
59. Uganda[30]
60. Uzbekistan[70]
61. Vietnam[71][72]
Agència Europea del Medicament:[73]
62. Alemanya
63. Àustria
64. Bèlgica
65. Bulgària
66. Croàcia
67. Dinamarca
68. Eslovàquia
69. Eslovènia
70. Espanya
71. Estònia
72. Finlàndia
73. França
74. Grècia
75. Hongria
76. Irlanda
77. Islàndia
78. Itàlia
79. Letònia
80. Liechtenstein
81. Lituània
82. Luxemburg
83. Malta
84. Noruega
85. Països Baixos
86. Polònia
87. Portugal
88. Romania
89. Suècia
90. Txèquia
91. Xipre
Agència de Salut Pública del Carib:[74][75]
Anguilla
92. Antigua i Barbuda
Aruba
93. Bahames
94. Barbados
95. Belize
Bermudes
Bonaire
Illes Verges Britàniques
Illes Caiman
Curaçao
96. Dominica
97. Grenada
98. Guyana
99. Haití
100. Jamaica
Montserrat
Saba
101. Saint Kitts i Nevis
102. Saint Lucia
103. Saint Vincent i les Grenadines
Sint Maarten
Sint Eustatius
104. Surinam
105. Trinidad i Tobago
Illes Turks i Caicos
Altres entitats:
Groenlàndia[36]
Guam[30]
Guernsey[36]
Illa Guadalupe[30]
Illes Fèroe[36]
Illes Mariannes del Nord[30]
Puerto Rico[30]
Samoa Americana[30]
Wallis i Futuna[30]
OMS[76]

Notes
1. 1 2 3  mitjançant l'autorització dels Estats Units a través de l'Acord d'Associació Lliure[56][57]

## Emmagatzematge
A −70±10 °C, en un ultracongelador. La temperatura d'emmagatzematge a llarg termini. La vacuna Pfizer–BioNTech contra la COVID-19 es pot mantenir entre −25 i −15 °C fins a dues setmanes abans de l'ús i entre 2 i 8 °C durant fins a cinc dies abans de l'ús.

## Administració
En 2 dosis, separades per 3-4 setmanes, a interval recomanat. La segona dosi de les vacunes Pfizer-BioNTech i Moderna es pot administrar fins a 6 setmanes després de la primera dosi per pal·liar l'escassetat de subministraments.

## Reacciones adverses
Molt freqüents (≥1/10): limfadenopatia, cefalea, nàusees/vòmits, miàlgia, artràlgia, dolor o inflor en el lloc de la injecció, fatiga, calfreds, febre.
Freqüents (≥1/100 a <1/10): erupció cutània, eritema o urticària en el lloc de la injecció.
Poc freqüents (≥1/1.000 a <1/100): pruïja en el lloc de la injecció.
Rares (≥1/10.000 to <1/1.000): paràlisi facial perifèrica aguda, inflor facial.

## Advertiments i precaucions
Principalment:
- Es recomana una observació estreta durant al menys 15 minuts després de la vacunació (vigilància d'excepcional anafilaxi)
- Es recomana posposar en individus que pateixin una malaltia febril aguda greu o infecció aguda no lleu.
- Es poden produir reaccions relacionades amb ansietat, incloses reaccions vasovagals (síncope), hiperventilació o reaccions relacionades amb estrès, associades a l'acte vacunal com a resposta psicògena a la injecció amb agulla.
- S'ha d'administrar amb precaució en individus que reben tractament anticoagulant o alguna alteració de la coagulació
- L'eficàcia de la vacuna pot ser menor en immunodeficiències.
- Hi ha experiència limitada amb l'ús en dones embarassades i no es preveuen efectes en el desenvolupament del fetus. Es desconeix si s'excreta en la llet materna.